# Парк-шума Братство Јединство код места званог Рахаване
Парк-шума „Братство Јединство код места званог Рахаване“ се налази на територији општине Сува Река, на Косову и Метохији. Парк-шума је је заштићено 1980. године као споменик природе.

## Решење - акт о оснивању
Решење 01- број 322-290 - СО Сува Река, Веће удруженог рада и веће месних заједница.